# Reed Franklin Morse
Reed Franklin Morse (auch Reed F. Morse,* 26. April 1898 in Fredericksburg, Chickasaw County, Iowa; † 24. März 1992 in Gainesville, Alachua County, Florida) war ein US-amerikanischer Bauingenieur.

## Leben

### Familie und Ausbildung
Reed Franklin Morse, jüngstes von vier Kindern des Calvin Leonard Morse (1853–1923) und der Kathryn O’Day Morse (1857–1944), erhielt nach seinem Highschool-Abschluss 1919 einen Bachelor of Arts in Engineering vom Cornell College in Mount Vernon. In der Folge studierte er Bauingenieurwesen am Iowa State College in Ames, 1923 graduierte er zum Bachelor of Science in Civil Engineering. Er setzte das Studium am Kansas State College fort, 1933 erwarb er den Grad eines Master of Arts. Morse wurde 1941 an der Cornell University zum Ph. D. in Civil Engineering promoviert.
Reed Franklin Morse heiratete am 6. August 1924 Doris Luane Valentine (1897–1973). Dieser Verbindung entstammte der Sohn Richard Hugh (1928–1996). Er starb 1992 im Alter von 93 Jahren. Seine letzte Ruhestätte fand er neben seiner Frau auf dem Evergreen Cemetery in Gainesville.

### Beruflicher Werdegang
Reed Franklin Morse war seit 1923 als Instructor in Civil Engineering am Kansas State College eingesetzt, 1926 wechselte er in der Funktion eines Resident Engineers an das Kansas Highway Department nach Topeka, 1927 wurde er zum  Assistant Divisional Engineer bestellt. Im Jahre 1929 kehrte Reed Franklin Morse als Civil Engineering Instructor an das Kansas State College zurück, 1934 wurde er zum Assistant Professor, 1941 zum Associate Professor, 1945 zum Professor of Civil Engineering ernannt. 1947 wurde ihm die Leitung des Departments of Civil Engineering übertragen, 1966 erfolgte seine Emeritierung. Zusätzlich war er in den Jahren 1944 bis 1945 als Senior Stress Analyst für die Goodyear Aircraft Corporation angestellt.
Reed Franklin Morse, der sich insbesondere auf dem Gebiet des Straßenbaus profilierte, wurde zum Mitglied der Sigma Tau, der Tau Beta Pi,  der Chi Epsilon, der Phi Kappa Phi, der American Society of Civil Engineers, der American Society for Engineering Education sowie der Kansas Engineering Society, die er 1955 präsidierte, gewählt. Reed Franklin Morse war Präsident des Manhattan Kiwanis Clubs.

## Publikationen
- The Beggs deformeter apparatus and its use in the analysis of an open spandrel concrete arch. master's Kansas State University 1933, 1933
- Studies of compaction and other properties of soils for low cost roads. Ph. D. Cornell University 1941, Ithaca, N.Y., 1941